# 172. вечити дерби у фудбалу
172. вечити дерби је фудбалска утакмица која је одиграна 9. марта 2024. године на Стадиону Рајко Митић у Београду. Ова утакмица је играна у оквиру 24. кола Суперлиге Србије у сезони 2023/24, а завршена је нерешеном резултатом 2 : 2 (1 : 1). Главни судија на утакмици био је Павле Илић из Крагујевца.
Директан телевизијски пренос утакмице реализовала је мрежа Арена спорт, а емитован је на каналу Арена премијум 1. Директан радијски пренос могао се пратити на таласима Радио Београда 1, у оквиру емисије Време спорта и разоноде, уз коментаре репортера Влада Радичевића и Дејана Николића.
Два дана пре одигравања дербија објављено је да су све улазнице распродате. Навијачи Партизана су на јужној и делом на источној трибини стадиона причинили материјалну штету у вредности од око 40.000 евра. Највећи део штете настао је ломљењем и паљењем столица.
Александар Јовановић, голман гостујуће екипе, проглашен је за најбољег играча 24. кола Суперлиге Србије.

## Међусобни скор пред дерби

### Последњих десет вечитих дербија
| #    | Такмичење                    | Домаћин       | Гост          | Датум       | Резултат          |
| ---- | ---------------------------- | ------------- | ------------- | ----------- | ----------------- |
| 164. | Суперлига Србије 2020/21.    | Црвена звезда | Партизан      | 07.04.2021. | 1 : 0             |
| —    | Куп Србије 2020/21. — финале | Црвена звезда | Партизан      | 25.05.2021. | 0 : 0 (4 : 3 пен) |
| 165. | Суперлига Србије 2021/22.    | Партизан      | Црвена звезда | 19.09.2021. | 1 : 1             |
| 166. | Суперлига Србије 2021/22.    | Црвена звезда | Партизан      | 27.02.2022. | 2 : 0             |
| 167. | Суперлига Србије 2021/22.    | Црвена звезда | Партизан      | 17.04.2022. | 0 : 0             |
| —    | Куп Србије 2021/22. — финале | Црвена звезда | Партизан      | 26.05.2022. | 2 : 1             |
| 168. | Суперлига Србије 2022/23.    | Партизан      | Црвена звезда | 31.08.2022. | 1 : 1             |
| 169. | Суперлига Србије 2022/23.    | Црвена звезда | Партизан      | 03.03.2023. | 1 : 0             |
| 170. | Суперлига Србије 2022/23.    | Партизан      | Црвена звезда | 26.04.2023. | 0 : 0             |
| 171. | Суперлига Србије 2023/24.    | Партизан      | Црвена звезда | 20.12.2023. | 2 : 1             |

## Пласман клубова на табели Суперлиге Србије 2023/24.
|  | М | Клуб             | Одиг. | Поб. | Нер. | Пор. | ГД | ГП | ГР  | Бод. |
|  | - | ---------------- | ----- | ---- | ---- | ---- | -- | -- | --- | ---- |
|  | 1 | Партизан         | 23    | 19   | 2    | 2    | 55 | 26 | +29 | 59   |
|  | 2 | Црвена звезда    | 23    | 19   | 1    | 3    | 58 | 20 | +38 | 58   |
|  | 3 | ТСЦ Бачка Топола | 23    | 13   | 7    | 3    | 41 | 20 | +21 | 46   |

|  | М | Клуб             | Одиг. | Поб. | Нер. | Пор. | ГД | ГП | ГР  | Бод. |
|  | - | ---------------- | ----- | ---- | ---- | ---- | -- | -- | --- | ---- |
|  | 1 | Партизан         | 24    | 19   | 3    | 2    | 57 | 28 | +29 | 60   |
|  | 2 | Црвена звезда    | 24    | 19   | 2    | 3    | 60 | 22 | +38 | 59   |
|  | 3 | ТСЦ Бачка Топола | 24    | 13   | 8    | 13   | 41 | 20 | +21 | 47   |

- [7]

## Детаљи меча
| Црвена звезда                      | 2 : 2 Извештај | Партизан                             |
| ---------------------------------- | -------------- | ------------------------------------ |
| Урош Спајић 45’ · Шериф Ндиаје 69’ |                | Матеус Салдања 45’ · Алдо Калулу 51’ |

| Црвена звезда | Партизан |

| Црвена звезда:   |    |                     |  |         |
|                  |    |                     |  |         |
| С                | 4  | Мирко Иванић        |  | 76’     |
| О                | 5  | Урош Спајић         |  | 45’     |
| С                | 6  | Марко Стаменић      |  | 56’     |
| С                | 8  | Гелор Канга         |  | 53’ 56’ |
| Н                | 9  | Шериф Ндиаје        |  | 69’     |
| О                | 15 | Александар Драговић |  | 31’     |
| Г                | 18 | Омри Глазер         |  |         |
| О                | 23 | Милан Родић         |  |         |
| Н                | 30 | Осман Букари        |  |         |
| С                | 33 | Срђан Мијаиловић    |  |         |
| С                | 66 | Хванг Ин-Беом       |  | 73’     |
| Измене:          |    |                     |  |         |
| Г                | 1  | Зоран Поповић       |  |         |
| С                | 7  | Јован Шљивић        |  |         |
| С                | 10 | Александар Катаи    |  | 76’     |
| Н                | 14 | Питер Олајинка      |  | 56’     |
| Н                | 17 | Жан Филип Красо     |  |         |
| О                | 24 | Насер Ђига          |  | 31’     |
| О                | 29 | Виктор Радојевић    |  |         |
| Н                | 31 | Урош Сремчевић      |  |         |
| О                | 44 | Вељко Милосављевић  |  |         |
| О                | 70 | Огњен Мимовић       |  | 56’     |
| Н                | 76 | Лазар Николић       |  |         |
| Тренер:          |    |                     |  |         |
| Владан Милојевић |    |                     |  |         |

| Партизан:  |    |                      |  |             |
|            |    |                      |  |             |
| Г          | 1  | Александар Јовановић |  | 90’         |
| О          | 2  | Аранђел Стојковић    |  |             |
| О          | 5  | Никола Антић         |  |             |
| О          | 6  | Светозар Марковић    |  |             |
| С          | 10 | Бибрас Натхо         |  | 90’         |
| Н          | 11 | Матеус Салдања       |  | 45’ 65’ 63’ |
| С          | 15 | Алдо Калулу          |  | 23’ 51’ 82’ |
| С          | 16 | Леонард Овусу        |  | 68’         |
| С          | 29 | Гајас Захид          |  | 53’         |
| О          | 36 | Бојан Ковачевић      |  |             |
| С          | 77 | Гох Јунг-Јун         |  |             |
| Измене:    |    |                      |  |             |
| О          | 4  | Синиша Саничанин     |  |             |
| Н          | 7  | Ксандер Северина     |  | 63’ 75’     |
| С          | 8  | Франк Кануте         |  |             |
| Н          | 14 | Самед Баждар         |  | 63’         |
| С          | 19 | Александар Шћекић    |  |             |
| С          | 21 | Денил Кастиљо        |  | 53’         |
| Н          | 23 | Немања Николић       |  |             |
| О          | 25 | Натан де Медина      |  |             |
| О          | 26 | Александар Филиповић |  | 82’         |
| Г          | 33 | Милош Крунић         |  |             |
| С          | 43 | Немања Трифуновић    |  |             |
| Тренер:    |    |                      |  |             |
| Игор Дуљај |    |                      |  |             |

Помоћне судије: Урош Стојковић, Никола Ђоровић, Милан Стефановић
ВАР судија: Милош Милановић
Помоћник ВАР судије: Момчило Марковић
Делегат: Владо Глођовић

## Занимљивости
- На овој утакмици по први пут су првенствени вечити дерби заиграли:
  - за Црвену звезду: Насер Ђига, Огњен Мимовић, Марко Стаменић;
  - за Партизан: Гох Јунг-Јун, Денил Кастиљо, Бојан Ковачевић, Леонард Овусу.